# Chelonus subcontractus
Chelonus subcontractus är en stekelart som beskrevs av Abdinbekova 1971. Chelonus subcontractus ingår i släktet Chelonus och familjen bracksteklar. Inga underarter finns listade i Catalogue of Life.